# باول إيرمان
باول إيرمان (بالألمانية: Paul Erman )‏ (و. 1764 – 1851 م) هو فيزيائي، وعالم، وأستاذ جامعي ألماني، ولد في برلين، كان عضوًا في الجمعية الملكية، والأكاديمية البروسية للعلوم، والأكاديمية الألمانية للعلوم ليوبولدينا، توفي في برلين، عن عمر يناهز 87 عاماً.